# چیان هونگ (شناگر)
چیان هونگ (انگلیسی: Qian Hong) (زاده ۳۰ ژانویه ۱۹۷۱) شناگر اهل کشور چین بوده است.
از مهم‌ترین افتخارات وی می‌توان به کسب مدال طلا شنای ۱۰۰ پروانه در بازی‌های المپیک تابستانی ۱۹۹۲ و مدال برنز شنای ۱۰۰ پروانه در بازی‌های المپیک تابستانی ۱۹۸۸ اشاره کرد.